# Yul Brynner
Yul Brynner (Youl [ou Yuliy] Borisovich Briner, Vladivostok, 11 de julho de 1920 — Nova York, 10 de outubro de 1985), foi um ator russo-americano.

## Carreira
Devido à sua ascendência mongol passou a se denominar Taidje Khan. Brynner era filho do inventor e cônsul suíço na Rússia Boris Brynner e Marussia Blagowidowa.
Depois que seu pai deixou a família na década de 1930, passou a infância entre Pequim e Paris, chegando a estudar Filosofia na Sorbonne. Em 1941, chegou aos Estados Unidos para estudar teatro. Oito anos depois estreou no cinema com o filme Port of New York.
Raspou a cabeça em 1951 quando foi convidado a representar o rei de Sião no musical da Broadway, O Rei e Eu, peça que representou durante trinta anos. Anos depois ele ganhou o Oscar de melhor ator pela sua atuação no filme O Rei e Eu, baseado no mesmo espetáculo. Nos anos 70 ele retomaria o personagem em uma série de televisão.
Estrelou várias produções de sucesso entre as quais podem ser citadas: Os Dez Mandamentos, Sete Homens e um Destino, Anastácia, a Princesa Esquecida, Os Irmãos Karamazov, Taras Bulba e O Farol do Fim do Mundo.
Casou quatro vezes e teve quatro filhos. Faleceu vítima de um câncer no pulmão, no mesmo dia em que faleceu o ator Orson Welles.
A banda de punk rock inglesa Toy Dolls compôs uma canção sobre o visual capilar do ator, denominada "Yul Brynner was a skinhead.

## Filmografia
- 1949 - Port of New York
- 1956 - The King and I
- 1956 - The Ten Commandments
- 1956 - Anastasia
- 1958 - The Brothers Karamazov
- 1958 - The Buccaneer
- 1959 - The Journey
- 1959 - The Sound and the Fury
- 1959 - Solomon and Sheba
- 1960 - Once More, with Feeling!
- 1960 - Testament of Orpheus
- 1960 - Surprise Package
- 1960 - The Magnificent Seven
- 1961 - Goodbye Again
- 1962 - Escape from Zahrain
- 1962 - Taras Bulba
- 1963 - Kings of the Sun
- 1964 - Flight from Ashiya
- 1964 - Invitation to a Gunfighter
- 1965 - Morituri
- 1966 - Cast a Giant Shadow
- 1966 - The Poppy Is Also a Flower
- 1966 - Return of the Seven
- 1966 - Triple Cross
- 1967 - The Double Man
- 1967 - The Long Duel
- 1968 - Villa Rides
- 1969 - The Picasso Summer
- 1969 - The File of the Golden Goose
- 1969 - The Battle of Neretva
- 1969 - The Madwoman of Chaillot
- 1969 - The Magic Christian (participação)
- 1971 - Adiós, Sabata
- 1971 - The Light at the Edge of the World
- 1971 - Romance of a Horsethief
- 1971 - Catlow
- 1972 - Fuzz
- 1973 - Night Flight from Moscow
- 1973 - Westworld
- 1975 - The Ultimate Warrior
- 1976 - Death Rage
- 1976 - Futureworld